# Nachruf (Bruckner)
Nachruf, WAB 81a ist ein weltliches Chorwerk, das Anton Bruckner 1877 zum Gedenken an Joseph Seiberl komponierte. Das Stück ist besser bekannt als seine Neuauflage von 1886 als „Trösterin Musik“, WAB 81b.

## Geschichte
Bruckner komponierte Nachruf nach einem Text von Heinrich von der Mattig am 19. Oktober 1877 zum Gedenken an seinen am 10. Juni 1877 verstorbenen Freund Joseph Seiberl. Das Stück wurde neun Tage später von der Liedertafel Sängerbund im Stift St. Florian aufgeführt. Das Werk, dessen Originalmanuskript in der Library of Congress in Washington aufbewahrt wird, wurde erstmals in Band XXIII/2 veröffentlicht, Nr. 28a der Gesamtausgabe.
1886 bat Rudolf Weinwurm August Seuffert, den Redakteur der Wiener Zeitung, einen weiteren Text zu Bruckners Nachruf zu schreiben. Am 11. April 1886 führte Weinwurm die revidierte Vertonung als Trösterin Musik mit dem Wiener Akademischen Gesangverein im Musikvereinsaal auf. Das Originalmanuskript ist verschollen. Eine Kopie davon befindet sich in der Österreichischen Nationalbibliothek. Die revidierte Vertonung, die erstmals 1911 von Viktor Keldorfer (Universal Edition) herausgegeben wurde, ist in Band XXIII/2, Nr. 28b der Gesamtausgabe.

## Text
Nachruf verwendet einen Text von Heinrich von der Mattig.
Vereint bist, Töneheld und Meister,

Mit jener hohen Schar der Geister,

Die hier schon höh’res Dasein führen,

Weil sie der Tonwelt Geist erspüren.

Du hast aus buntem Tongewühle

Gar oft in freiem Orgelspiele

Mit Kunst gelenkt die Melodien

Zu andachtsvollen Harmonien.

Drum mag’s im Orgelstrome brausen

Und heut in Sturmakkorden sausen:

Vergessen bleibst du nie hienieden;

Du gabst uns Kunst, nun ruh’ in Frieden!

Die zweite Vertonung als Trösterin Musik basiert auf einem Text von August Seuffert.
Musik! Du herrliches Gebilde,

Voll hoher Macht, voll süßer Milde,

Wir fühlen doppelt tief dein Walten,

Wenn uns ein Leid das Herz gespalten.

Der Schmerzenswogen wirres Drängen,

Es glättet sich vor deinen Klängen,

Besänftigt all die Fluten ziehen

Ins weite Meer der Harmonien.

Wie Orgelton, wie Meereswogen

Kommt dann der Trost ins Herz gezogen

Und stillt der Seele wildes Sehnen

Und löst das Weh in milden Tränen.

## Musik
Das 51 Takte lange Werk in c-Moll ist für Männerchor und Orgel besetzt. Die ersten 30 Takte werden a cappella gesungen. Die Orgel ist fortissimo, in organo pleno mit Fermate, auf Takt 31 durch den Text „Drum mag’s im Orgelstrome brausen“ gesetzt. Das Lied endet a cappella pianissimo auf „nun ruh’ in Frieden!“.

## Diskografie
In der Originalversion als Nachruf ist die Orgelbegleitung ab Takt 31 wegen des Berufs des Verstorbenen bedeutsam. In der zweiten Version als Trösterin Musik, kann die Orgelbegleitung, wie es viele Interpreten tun, weggelassen werden, ohne die Aussage des Stückes zu verändern. Die zweite Strophe, die eine Variation der ersten ist, wird ebenfalls oft ausgelassen.

### Nachruf
Es gibt nur eine Aufnahme mit dem Originaltext als Nachruf:
- Łukasz Borowicz, Anton Bruckner: Requiem, RIAS Kammerchor Berlin, Akademie für Alte Musik Berlin – CD: Accentus ACC30474, 2019 – adaptiert für gemischten SATB Chor, gefolgt von Trösterin Musik

### Trösterin Musik
Die erste Aufnahme von Trösterin Musik stammt von Willi Schell mit dem Cronenberger Männerchor im Jahr 1956 – 45/min: Tonstudio Wolfgang Jakob (Dortmund)
Eine Auswahl aus etwa 30 Aufnahmen:
- Jörg-Peter Weigle,  Männerchor des Leipziger Rundfunkchores, In einem kühlen Grunde – LP: Eterna 7 35 209, 1984; Neuauflage auf CD: Delta 18 331 – a cappella
- Robert Shewan, Roberts Wesleyan College Chorale; Thaddeus James Stuart (Orgel), Choral Works of Anton Bruckner – CD: Albany TROY 063, 1991
- Michael Gläser, Chor des Bayerischen Rundfunks, Leise Töne der Brust – CD: Oehms Classics OC 589, 1993 – a cappella
- Martin L. Fiala, Männergesang-Verein Sängerlust, Festkonzert – CD: EE-004CD, 1994 – 1 strophe a cappella
- Guido Mancusi, Chorus Viennensis, Walter Lochmann (Orgel), Musik, du himmlisches Gebilde! – CD: ORF CD 73, 1995
- Thomas Kerbl, Männerchorvereinigung Bruckner 08, Philipp Sonntag (Orgel), Anton Bruckner – Männerchöre – CD: LIVA027, 2008 – 1 strophe